# Belciugatele
Belciugatele je rumunská obec v župě Călărași. Žije zde přibližně 2 500 obyvatel. Součástí obce jsou i čtyři okolní vesnice.

## Části obce
- Belciugatele – 1 097 obyvatel
- Cândeasca – 467 obyvatel
- Cojești – 303 obyvatel
- Mataraua – 56 obyvatel
- Măriuța – 553 obyvatel